# Elena Gerhardt
Elena Gerhardt (Leipzig, 11 de noviembre de 1883-Londres, 11 de enero de 1961) fue una mezzosoprano alemana asociada al repertorio de cámara y canciones (Lieder) considerada una de sus máximos exponentes y pionera de la cantante de cámara actual como sus dilectas sucesoras Lotte Lehmann, Elisabeth Schwarzkopf, Kathleen Ferrier, Christa Ludwig, Janet Baker y otras. 

## Alemania
Estudió en el Leipzig Conservatory perfeccionándose en roles como Cherubino, Dorabella, Mignon y Charlotte de Werther.
En 1903 fue acompañada en recital por el director y pianista Arthur Nikisch (nombrado director del conservatorio y que se convertiría en su mentor) con gran éxito, siendo invitada por universidades y dando recitales con Ysaye, Teresa Carreño y Max Reger. En 1905 conoció en Berlín a Richard Strauss. 

## Carrera internacional
Entre 1906 y 1914 ofreció conciertos en Londres, incluso para la Coronación de George V y Queen Mary en 1911. Cantó en Viena, Budapest, Pragua, Copenhague, Oslo, Cologne, Paris, Moscú, San Petersburgo y La Haya. En 1912 actuó en el Carnegie Hall, siguiéndole una gira por Cincinnati y Philadelphia donde fue dirigida por Leopold Stokowski y un año después Boston, New York, Baltimore, Washington, París, Moscow y Escandinavia, culminando en 1914 en Londres dirigida por Richard Strauss.
Durante las hostilidades de la Primera Guerra Mundial se encontraba en gira por California, razón por la que fue deportada a Alemania. Dio conciertos en el frente alemán, además de giras por Hungría y Escandinavia, regresando a Estados Unidos en 1920. 
En 1928 conoció al Dr Fritz Kohl, funcionario de la Mitteldeutsche Rundfunk (Radio Alemana) de Leipzig con quien se casó en 1932, año en el que cantó dirigida por John Barbirolli y Thomas Beecham en Londres.

## Inglaterra
En 1933, con la ascensión del nazismo, su marido fue encarcelado. Liberado en 1935, la pareja se estableció definitivamente en Londres.
Sus recitales en Gran Bretaña - acompañada por Myra Hess o Gerald Moore - contribuyeron a la formación del gusto por la canción alemana en el Reino Unido, con celebrados conciertos en el Wigmore Hall y otras prestigiosas salas. En 1947, año en el que falleció su esposo, ofreció su último recital, en Liverpool. 
Se retiró del escenario para dedicarse a la enseñanza hasta su muerte, en 1961.
En 1953 publicó su autobiografía. 
Fue una de las pocas mujeres en interpretar el Winterreise de Schubert-concebido para voz masculina- y una cantante cuya carrera se edificó prácticamente como cantante de cámara. Difundió la obra de Brahms, Mahler, Hugo Wolf, Schumann y Schubert.
- Datos: Q70380
- Multimedia: Elena Gerhardt / Q70380